# 尤里卡效应
尤里卡效应（英語：Eureka effect），也被称为啊哈！时刻（英語：Aha! moment）或尤里卡时刻（英語：eureka moment），指的是人类突然理解一个以前无法理解的问题或概念時的時刻。此時一个以前无法解决的难题突然变得清晰和明显。这种从不理解到自发理解、领悟的转变往往伴随着喜悦、满意以及感叹。

## 历史与词源

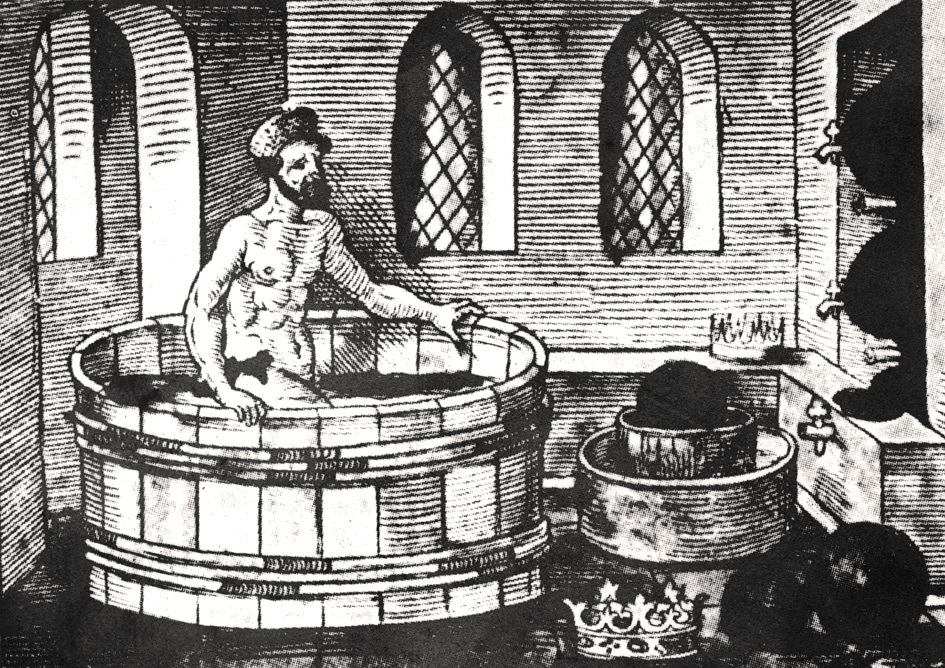
阿基米德那次著名的洗澡

尤里卡效应的名称源自一个关于古希腊博学家阿基米德的故事。据说，公元前250年的某一天，国王请阿基米德确定一顶王冠是否由纯金打造。随后，在浴池中洗澡的阿基米德注意到当他的身体沉入浴池时，水被挤出浴池，而浸入水中的身体的体积正好等于被挤出的水的体积。通过发现如何测量不规则物体的体积，阿基米德构想出解决国王问题的方法。据说，阿基米德跳出浴池、赤裸着身体奔向家中，大声喊道“εὕρηκα”（eureka，意为“我找到了！”）。目前，这个故事被认为是虚构的，因为它是事件发生近200年后才首次由古罗马作家維特魯威提及的，并且維特魯威描述的方法不可能有效。不过，阿基米德确实在液体静力学方面做了重要的原创工作，尤其是在他的《浮體論》一书中。

## 延伸阅读
- 顿悟
- 阿基米德浮體原理